# Ley marco de cambio climático
La Ley 21.455, ley marco de cambio climático, es un cuerpo normativo chileno que regula la institucionalidad del cambio climático en Chile y los instrumentos que permitan hacer la gestión del mismo. La ley estableció el tránsito hacia un desarrollo bajo en emisiones de gases de efecto invernadero y otros forzantes climáticos, hasta alcanzar y mantener la neutralidad de emisiones de gases de efecto invernadero al año 2050, la adaptación al cambio climático, reduciendo la vulnerabilidad y aumentando la resiliencia a los efectos adversos del mismo, y obliga a dar cumplimiento a los compromisos internacionales asumidos por el Estado de Chile en la materia.
La ley comenzó su tramitación legislativa en enero de 2020, a fines del segundo gobierno de Sebastián Piñera, y fue promulgada el 30 de mayo de 2022 por el presidente Gabriel Boric, siendo publicada el 13 de junio de 2022. Ha sido considerada por expertos como «una nueva etapa del derecho ambiental» en Chile.

## Historia

### Antecedentes
Chile es un país altamente vulnerable al cambio climático, cumpliendo con siete de los nueve criterios de vulnerabilidad enunciadas por la Convención Marco de las Naciones Unidas sobre el Cambio Climático (CMNUCC): áreas costeras de baja altura, zonas áridas y semiáridas, zonas de bosques, territorio susceptible a desastres naturales, áreas propensas a sequía y desertificación, zonas urbanas con problemas de contaminación atmosférica y ecosistemas montañosos. Un informe de la Biblioteca del Congreso Nacional de 2019, dio cuenta que dicha vulnerabilidad enfrenta a Chile al aumento de temperaturas, precipitaciones y eventos climáticos extremos, pérdida de la biodiversidad, reducción de los recursos hídricos, efectos en la salud, daños a la infraestructura, dificultades de acceso a la energía, traslado de las zonas de cultivo de norte a sur, reducción de los recursos pesqueros, disminución del turismo, y afectación de la calidad de vida de las ciudades.
En ese escenario, Chile aprobó el acuerdo de París de 2015 mediante el decreto supremo N°. 30, de 2017, del Ministerio de Relaciones Exteriores, donde se estableció la implementación de acciones nacionales comprometidas voluntariamente mediante contribuciones determinadas a nivel nacional (NDC, por sus siglas en inglés), que se actualizan cada cinco años. En este contexto, Chile presentó su primera NDC en el año 2015, comprometiéndose a lograr avances en materia de mitigación, adaptación, fortalecimiento de capacidades, transferencia de tecnología y financiamiento en materia de cambio climático.

### Tramitación parlamentaria
El mensaje presidencial N°. 574-367 fue presentado por el presidente Sebastián Piñera el 13 de enero de 2020 ante el Senado para su primer trámite constitucional, acompañando un proyecto de ley cuyo objeto era la creación de un marco jurídico que permita asignar responsabilidades específicas para la implementación de medidas de mitigación y adaptación al cambio climático, de manera de fortalecer y dar continuidad a las políticas, planes, programas y acciones en materia de cambio climático, con una mirada de Estado a largo plazo, con el objeto de transitar hacia un desarrollo inclusivo y sustentable, contemplando un equilibrio entre las dimensiones social, ambiental y económica.
El proyecto fue revisado por la Comisión de Medio Ambiente del Senado, antes de su discusión en sala, donde fue finalmente aprobado con indicaciones el 12 de octubre de 2021 con el voto favorable en general de 41 senadores, de un total de 43 en ejercicio. Fue entonces remitido a la Cámara de Diputadas y Diputados para su segundo trámite, donde fue aprobado el 7 de marzo de 2022, en general, con el voto a favor de 121 diputados de 155 en ejercicio. Dado que la iniciativa contenía materias propias de ley orgánica constitucional, el proyecto de ley aprobado por ambas cámaras fue enviado al Tribunal Constitucional, el cual, en su sentencia 13.071-22 del 12 de mayo de 2022 efectuó el control constitucional favorable del mismo.

### Promulgación y publicación
El 17 de mayo de 2022, el Senado informó al Ejecutivo la aprobación de la ley marco de cambio climático, tras lo cual esta fue finalmente promulgada por el presidente Gabriel Boric y publicada en el Diario Oficial el 13 de junio de ese año. En una ceremonia celebrada en el cerro San Cristóbal el Día Mundial del Medio Ambiente, la ministra de Medio Ambiente Maisa Rojas afirmó que, gracias a esta ley marco, el gobierno «avanzará en políticas específicas de lucha contra la crisis climática, que, si bien no las pensamos usualmente como políticas ambientales, son totalmente coherentes con la acción climática como el transporte por trenes o la aislación térmica de viviendas».

## Contenido
La ley marco de cambio climático cuenta con nueve títulos y 54 artículos, además de 6 artículos transitorios, incorporando principios orientadores como el científico, costo-efectividad, enfoque ecosistémico, equidad y justicia climática, no regresión, participación ciudadana, precautorio, y el de urgencia climática, todo ello para la determinación de políticas, planes, programas y otros, que se dicten o ejecuten en el marco de la ley.
En términos generales, la ley establece como meta que Chile sea carbono neutral y resiliente al clima a más tardar el 2050. Además, busca disminuir las emisiones de gases de efecto invernadero que provoca el cambio climático; la adaptación a los impactos de éste, por ejemplo, marejadas anormales, aumentos de temperatura, aluviones, sequías, entre otros, y potenciar la seguridad alimentaria, aumentar la disponibilidad de agua y disminuir la contaminación y los riesgos de salud. Para ello, establece facultades y obligaciones a nivel central y también a nivel regional y local. Así, involucra y obliga a acciones concretas para enfrentar al cambio climático a 17 ministerios, los gobiernos regionales y a todas las municipalidades del país.
En la ley también se reconoce la Contribución Determinada a Nivel Nacional, que contiene los compromisos de Chile ante la comunidad internacional en materias de mitigación y adaptación al cambio climático; asimismo, establece la Estrategia Climática a Largo Plazo del país, que detalla cómo Chile cumplirá sus compromisos, a través de acciones concretas, considerando un horizonte de 30 años. En esa línea, la ley obliga la elaboración planes sectoriales de mitigación y adaptación con medidas y acciones concretas para cumplir estas metas.
La ley instaura que es deber del Estado facilitar el acceso oportuno y adecuado a la información sobre cambio climático, fomentando la difusión y sensibilización en la materia y reduciendo las asimetrías de información. En tal sentido, el Estado debe desarrollar un único Sistema Nacional de Acceso a la Información y Participación Ciudadana sobre Cambio Climático, que promoverá y facilitará la participación ciudadana en la elaboración, actualización y seguimiento de los instrumentos de gestión del cambio climático. También se establecen los siguientes sistemas de información sobre cambio climático: Sistema Nacional de Inventarios de Gases de Efecto Invernadero, Sistema Nacional de Prospectiva de Gases de Efecto Invernadero, Sistema de Certificación Voluntaria de Gases de Efecto Invernadero y Uso del Agua, Plataforma de Adaptación Climática y Repositorio Científico de Cambio Climático.
En materia hídrica, la ley mandata el desarrollo de Planes Estratégicos de Recursos Hídricos en Cuenca para las 101 cuencas hidrográficas de Chile, la que busca tener una óptima gestión y disponibilidad de agua. Por otra parte, la ley incorpora obligaciones concretas para el Ministerio de Hacienda instaurando la obligación por parte del Estado de reportar todos los años la inversión pública climática; y también que las instituciones financieras deben declarar anualmente los impactos y riesgos climáticos de sus proyectos de inversión privada. Considera igualmente un aspecto económico, al contener una Estrategia Financiera de Cambio Climático, y establecer un Fondo de Protección Ambiental.